# 3-я гвардейская танковая армия
3-я гвардейская танковая армия — гвардейское оперативное войсковое объединение (танковая армия) в составе РККА, Вооружённых сил СССР, во время Великой Отечественной войны, и после неё.
Сокращённое действительное наименование — 3 гв. ТА
Гвардейская танковая армия нового типа, сформированная на базе остатков 3-й танковой армии в 1943 году. Участвовала в Орловской стратегической наступательной, Киевской, Житомирско-Бердичевской операциях, обороняла Киев после освобождения, Проскуровско-Черновицкой, Львовско-Сандомирской, Сандомирско-Силезской, Висло-Одерской наступательной операциях, а также в Битве за Берлин и освобождении Праги. Множество военнослужащих армии за время война стали Героями Советского Союза.
Полное действительное наименование: 3-я гвардейская танковая армия.

## Формирование
Первоначально советские танковые подразделения формировались, как и немецкие, с неоднородной составляющей подразделений, являясь в большей степени моторизованными корпусами. Состав советских танковых армий образца 1942 года определялся директивой для каждого подразделения отдельно с изменением штата. В основном армии комплектовались по такому принципу: три танковых корпуса, резервная танковая бригада и одна—две стрелковые дивизии. Однако практика первых сражений показала, что прямое перенесение опыта противника на формирование танковых частей не даёт нужного эффекта. Части собраны с подразделений разной мобильности и координации затрудняло введение наступательных операций в глубину фронта. Это было продемонстрировано 3-й танковой армией, первой сформированной в РККА на момент мая 1942 года. Хоть и первая операция армии была успешной, но уже в феврале 1943 года она потерпела сокрушительное поражение от войск Манштейна. Поэтому с января 1943 года в соответствии с постановлением Государственного Комитета Обороны СССР было начато формирование самых крупных объединений танковых войск РККА — танковых армий однородного состава (без включения в их состав стрелковых частей). Первой танковой армией однородного состава стала 5-я гвардейская танковая армия, а в начале апреля по новой организации начали своё формирование 1-я и 2-я танковые армии. В дальнейшем танковые армии формировались только однородными по составу. В такую армию, как правило, входили: несколько танковых и один механизированный корпуса, артиллерийские соединения, части боевого обеспечения.
3-я гвардейская танковая армия сформирована 14 мая 1943 года Приказом Ставки ВГК № 46174, командование принял генерал-майор П. С. Рыбалко, но армия долгое время находилась в резерве Ставки ВГК, формируясь в районе города Плавск Тульской области. В состав новой 3-й гвардейской танковой армии вошли такие подразделения: 12-й и 15-й танковые корпуса и 91-я отдельная танковая бригада. К 10 июня 1943 года указанные танковые соединения армии были полностью укомплектованы танками согласно штату, но части снабжения испытывали недостаток автомобильных средств, так, в автомобильных транспортных батальонах армии на 15 июля 1943 года в наличии было только 46 % от необходимого автомобильного парка. Через месяц в состав 3-й гвардейской танковой армии вошёл 2-й механизированный корпус, но он находился в фронтовой полосе Западного фронта в 450 км от назначенного места сосредоточения армии и корпус своим ходом прибыл в расположение армии 16 июля 1943 года. В августе 1943 года, после первых сражений, в состав 3-й гвардейской танковой армии был включён 47-й отдельный гвардейский танковый полк прорыва подполковника Адильбекова Г. А.

## Боевой путь в Великой Отечественной войне

### Орловская стратегическая наступательная операция
После окончания Сталинградского сражения фронт стабилизировался, поэтому немецкое командование решило провести ряд крупных наступлений в районе Курской дуги. Из-за этого решения советское командование решило измотать силы противника путём перехода к стратегической обороне с последующем наступлением. 14 июля 1943 года Ставка распорядилась, что 3 армия переходить под командование Брянского фронта. Начавшиеся за несколько дней до переброски армии сильные дожди затрудняли проведение марша и в результате технических неисправностей вышло из строя 14 танков Т-34, 5 танков Т-70 и 3 САУ СУ-122. На протяжении двух дней Рыбалко проводил проверки боеспособности частей армии. Орловская наступательная операция была не только первой операцией 3-й гвардейской танковой армии, но и первым опытом применения советским командованием танковых армий нового образца. Первоначально предполагалось ввести армию, после начала операции 18 июля, в прорыв обороны противника, осуществлённый общевойсковыми армиями, и развивать наступление по западному берегу Алешни и окружить Орёл с севера и запада. Но уже утром 18 июля по указанию Ставки задача 3 армии изменилась и войска Рыбалко должны были наступать на Становой Колодезь и далее на Кромы, обходя Орёл с юга, чтобы окружить и уничтожить немецкую 9-ю армию Вальтера Моделя. Ввод 3-й гвардейской танковой армии в прорыв планировался на стыке 3-й и 63-й советских армий при поддержке авиации 15-й воздушной армии. В связи с изменением первоначального плана наступление было перенесено на 19 июля 1943 года.
19 июля 1943 года операция началась, после артиллерийского огневого воздействия и налётов штурмовой и бомбардировочной авиации по противнику войска 3-й и 63-й армий перешли в наступление. Однако, армиям фронта прорвать оборону противника не удалось, и вместо ввода в прорыв фронта, 3-й гвардейской танковой армии пришлось самой прорывать оборону противника на заранее подготовленных рубежах. 19 июля танковые корпуса армии были введены в бой и к исходу дня, сломив вражескую оборону по реке Aлешня, продвинулись на 18 — 20 км, чем вынудили противника начать отвод частей и соединений из района Мценска. Во время прорыва оборонительных рубежей, от миномётного огня по командирскому танку, на реке Олешня погиб командир 113-й танковой бригады Л. С. Чигин, который позже будет награждён званием Героя Советского Союза. 20 июля командующий Брянским фронтом генерал-полковник М. М. Попов приказал 3-й танковой армии перейти в наступление в направлении на Отраду, перерезать шоссе и железную дорогу Мценск — Орёл и к исходу 20 июля выйти к Оке. Движение немецких тыловых колонн по этому шоссе было обнаружено авиаразведкой, и командующий 3-й гвардейской танковой армией отдал приказ ускорить наступление и перерезать шоссе Мценск—Орел. К 20 июля подразделения 43-й мехбригады генерал-майора Баринова и 33-й танковой бригады полковника Силова перерезали шоссе, а части 15-го танкового корпуса к рассвету 21 июля обошли шоссе и железную дорогу, что способствовало передовому отряду 52-й мотострелковой бригады форсировать Оку в районе Новой Слободки.
21 июля 1943 года задача 3-й гвардейской танковой армии была вновь изменена и части армии снова наступали на Становой Колодезь. Для выполнения приказа командующего фронтом, войскам армии требовалось передать занятые участки стрелковым частям 63-й армии и совершить марш протяжённостью 15-30 км с целью занятия исходных рубежей для нового наступления. Поэтому Рыбалко решил наступать резервами в виде 12-го танкового корпуса и 91-й танковой бригады. 21 — 23 июля части 3-й гвардейской танковой армии совместно с частями 63-й армии вели бои юго-восточнее Орла, продвинулись на 15 км и вышли к реке Оптуха. В ходе боёв был тяжело ранен командир 106-й танковой бригады 12-го корпуса гвардии полковник Кузнецов. Но к 23 июля основная задача взятие Станового Колодца не была выполнена частями армии и эффект неожиданности был утерян, обороняющиеся подтянули резервы и бои перешли в статичные с лобовыми штурмами укреплённых позиций. В этих условиях командование Брянского фронта приказало 3 армии перенести место удара в район реки Стишь. Неподалёку, от нового удара, в деревне Никольское того же дня танковый взвод 88-й танковой бригады под командованием лейтенанта М. П. Окорокова встретился с замаскированным Тигром и двумя Фердинандами, смог их подбить, но потеряв машину отступил в дом, где вместе с другими членами экипажа смог отбиться от немцев. Позже награждён званием Героя Советского союза. 24 июля приказом Ставки 3-я гвардейская танковая армия была передана в оперативное подчинение командующему Центральным фронтом Рокоссовского. К исходу 25 июля части 3-й гвардейской танковой армии с боями достигли рубежа Домнино, Давыдово, Гостиново, Соколаевка, но наступление снова застопорилось из-за серьёзного сопротивления частей Вальтера Моделя. 26 июля за проявленные доблесть и храбрость личного состава приказом Наркома Обороны 2-й, 15-й танковый корпус и 2-й мехкорпус были преобразованы в гвардейские: 12-й танковый корпус стал 6-м гвардейским танковым корпусом; 15-й танковый корпус — 7-м; 2-й мехкорпус — 7-м гвардейским мехкорпусом. Затем части 3-й гвардейской танковой армии переводились к рубежу реки Рыбница и ночью 26 июля 1943 года части армии получили приказ наступать на новом направлении в районе Красная Рыбница. На момент вступления в бой армия потеряла 316 танков и 24 % людской численности армии.
27 июля, ещё до окончания сосредоточения, поступил приказ командующего Центральным фронтом генерала армии Рокоссовского, предписывающий войскам армии с утра 28 июля перейти в наступление, прорвать оборону противника в районе Козьминское, после чего форсировать реку Ока в районе устья реки Крома и выйти на рубеж Самохвалово. 28 июля 1943 года соединения 3-й гвардейской танковой армии перешли в наступление, однако, преодолевая ожесточённое сопротивление противника, поддержанное сильным артиллерийским огнём, к исходу дня имели скромные успехи наступления. 3 августа 1943 года было предпринято новая попытка наступления в направление реки Крома. За ночь с 4 на 5 августа войска армии разминировали подступы к переправам и оборудовали проходы через долину реки, однако форсировать речку не удалось, и с рассветом 5 августа по всему фронту армии возобновились упорные позиционные бои. Пехоте 7-го гвардейского корпуса, под прикрытием танкистов 3-й армии, удалось к 11 часам утра форсировать Крому и захватить плацдарм и несколько сёл в которых разгорелся жестокое танковое сражение, что позволило прорвать оборону и освободить Орёл, Белгород, Кромы. Также, во время операции наступлению содействовали диверсионные операции советских партизан и помощь местных жителей, которые сообщали об состоянии дорог, местности и передвижении противника. Начиная с 12 августа наступление окончательно застопорилось и фронт стабилизировался.
За время проведения операции 3-я гвардейская танковая армия так и не смогла получить свободу маневра и, фактически, использовалась в основном для прорыва обороны противника. Не имея достаточного для этого количества артиллерии, 3-я гвардейская танковая была вынуждена использовать мотострелков и танки. В ходе операции 3-я гвардейская танковая понесла тяжёлые потери, в частности, было потеряно 60,3 % танков Т-34 и 72,9 % танков Т-70. Тем не менее, 3-я гвардейская танковая армия сыграла важную роль в операции. За отличие в боевых действиях в ходе Орловской операции корпуса 3-й гвардейской танковой армии 26 июля 1943 года получили звания гвардейских, а командарм П. С. Рыбалко получил орден Суворова I степени.

### Киевская операция
После Орловской операции армия Рыбалко состояла в резерве Ставки, проходила доукомплектование в районе западнее Курска до 6 сентября 1943 года. Передышка была использована для тренировки молодых новобранцев и улучшения работы инженерных частей, но армия, как и перед началом Орловской операции, плохо обеспечивалась инженерной и автомобильной техникой, используя в основном трофейные тягачи и автотранспорт, но снабжение боеприпасами и топливом было на отличном уровне. В первых числах сентября Ставка решила усилить Воронежский фронт частями 3-й гвардейской танковой армии и 1-м гвардейским кавалерийским корпусом. В ночь с 6 на 7 сентября 3 танковая армия совершает марш к городу Ромны, а вспомогательная техника перебрасывается по железной дороге в Сумы. К моменту ввода 3-й гвардейской танковой армии в бой войска Воронежского фронта вели наступление в направлении Киева. Ватутин приказал 20 сентября 1943 года начать форсировать Днепр в районе Канева, заняв ряд важных населённых пунктов. К исходу дня 21 сентября к Букринской излучине Днепра в районе Переяслав-Хмельницкий вышла 54-я гвардейская танковая бригада 7-го танкового корпуса. Перед командованием стояла задача организации переправы через Днепр на подручных средствах и захвата плацдарма на западном берегу реки до того, как противник успеет перебросить туда войска и создать статичную оборону. Удалось раздобыть 3 рыбацких лодки и изготовить 2 дощатых плота и ночью 22 сентября 1943 года переправить первую разведывательную группу в составе 6 человек. Солдаты 6-го гвардейского танкового корпуса узнали у партизан отряда имени В. И. Чапаева, где находятся подготовленные укрытые лодки, само форсирование реки сопровождалось трудностями из-за сильного ветра, который разворачивал лодки в обратную сторону. За несколько ночей этими средствами на западный берег Днепра было переправлено 3495 человек личного состава, 8 45-мм орудий, 30 120-мм миномётов, 51 ПТР.
Тем временем основные силы армии двигались к Днепру на широком фронте, очищая от противника восточный берег реки. Группировка противника в районе Букринского плацдарма непрерывно усиливалась. Начиная с 23 сентября немецкие войска силами от роты до батальона пехоты с танками при поддержке артиллерии и миномётов и больших групп бомбардировщиков неоднократно предпринимали контратаки с целью ликвидации плацдарма. В тот же день части 3-й армии в процессе боя объединились в один плацдарм оперативного значения, но для продолжения расширения плацдарма требовалась переброска танков и самоходок. Уже 29 сентября на левый берег с помощью парома было переброшено 19 СУ-76. Чтобы перебрасывать танки требовалось построить мост, место избрали в районе Козинцы и строительство под бомбардировками противника продолжалось до 11 октября 1943 года. 12 октября началось советское наступление в районе плацдарма, но из-за холмистой местности армия имела незначительный успех у села Григоровка, понеся большие потери в танках. 21 октября после восстановления, наступление возобновилось, но из-за утраты эффекта неожиданности и переброски немецких танков Тигр, армия не смогла глубоко вклиниться в оборону противника, снова понеся значительные потери в материально-технической части, а основная таранящая сила армии, 54-я танковая бригада потеряла весь руководящий состав во время боёв за село Ходоров, что ещё сильнее застопорило наступление на несколько дней. Командующий фронтом Ватутин намеревался к концу октября провести третье наступление, но Ставка отправила генералу директиву, что наступление следует перенести на Лютежский плацдарм. Чтобы противник не обнаружил переброску танков, Рыбалко приказал установить макеты и оставить радиостанции со старыми позывными на Букринском плацдарме. К исходу 30 октября армия, поле двухсоткилометрового марша, сосредоточилась в районе Высшей и Низшей Дубечни. Для нужд войск армии на Лютежский плацдарм в распоряжение был выделен низководный деревянный мост у посёлка Сваромье.
Переправа войск армии началась в ночь на 31 октября, уже за одни сутки удалось перебросить 110 танков и форсировать Десну. Командарм Рыбалко, вызвав всех командиров корпусов приказал открыть интенсивный огонь из пушек, завести все моторы и включить свет на фарах. Это должно было возыметь психологический эффект на противника. 3 ноября после артподготовки войска 1-го Украинского фронта перешли в наступление на плацдармах. Части армии наступали во втором эшелоне на Святошино и через два дня, после упорных боёв, немцы начали отступать из Киева, ввиду угрозы окружения. С перехватом шоссе Киев—Житомир, основным путём отступления Киевской группировки противника стали шоссе и железная дорога Киев—Фастов. Поэтому 3 танковой армии дали задачу наступать на Васильков, чтобы осложнить оперативную обстановку. 6 ноября 1943 года Киев и Васильков были освобождены, а 7 ноября — город Фастов. С утра 7 ноября части 7-го гвардейского танкового корпуса выступили из Василькова в направлении Паволочь, где встретились с передовыми частями немецкой 25-й танковой дивизии. В ходе боёв дивизия понесла значительные потери и отступила, а 8 ноября советские части овладели Паволочью. В течение нескольких дней войска 3-й гвардейской танковой армии отбили контратаку противника с юга и запада в направлении Фастов—Киев. За операцию армия потеряла более 500 танков, но в целом стратегическая задумка командования была выполнена и столица советской Украины была освобождена. За освобождение Киева Рыбалко получил звание Героя Советского Союза, а 6-й и 7-й гвардейские корпусы армии получили наименование Киевских.

### Житомирско-Бердичевская операция
Потеря Киева стала для немецкого командования жестоким ударом. Гитлер приказал вернуть Киев обратно, а советским командованием была выбрана новая цель в виде города Житомир, занятие которого способствовало защите Киева и не допущению прорыва немецких частей на другой берег Днепра. 5 ноября 1943 года Рыбалко на собрании командиров предложил наступление в сторону Фастова и Василькова, чтобы создать барьер для защиты столицы советской Украины. Ночью 7 ноября 91-я танковая бригада достигла восточной окраины Фастова и ввязалась в ожесточённый бой. Комбриг Якубовский принял решение обойти город с севера, откуда немцы не ожидали наступления. Город пал и было захвачено 22 эшелона военных грузов, полковник Якубовский получил Героя Советского Союза. Тем времене, пока 92-я бригда вела бой за Фастов, 7-й танковый корпус быстро отбил Васильков у противника, отбросив того в Житомирскую область. 15 ноября 1943 года было решено перебросить 3-ю танковую армию в сторону Брусилова, с целью занятия посёлка и остановки продвижения немцев с Корнина в сторону Фастова. Сражение перешло в оборонительный характер, немцы силами дивизии СС «Лейбштандарт СС Адольф Гитлер», 15 ноября контратаковали в районе Фастова и им удалось выдавить части 3 армии с позиций в некоторых местах, нанеся чувствительные потери. В течение следующего дня противник продолжал развивать наступление в северо-восточном направлении, обходя Брусилов с востока. 17 ноября 1943 года штаб армии получил директиву об занятии обороны в районе Брусилова и 18 ноября активное вражеское наступление застопорилось. 21 ноября немцы предприняли самую активную попытку прорыва обороны, силами 19-й танковой дивизии, но потеряв 61 танк, вынуждены были отступить на исходные позиции. 22 ноября 1943 года, после перегруппировки, противник ударил вдоль шоссе Киев—Житомир на северном направлении и частям 3-й гвардейской танковой армии пришлось отступить за реку Здвиж, где фронт окончательно стабилизировался. За 12 дней оборонительный боёв танковая армия потеряла 83 танка по боевым причинам.
После почти месячных позиционных боёв, во время которых 3-я гвардейская танковая армия была на доукомплектовании, началась подготовка к наступлению вглубь Житомирской области. 24 декабря 1944 года после артиллерийской подготовки началось наступление в сторону Вольня, Здвижка. Сразу же, в первый день операции, у немцев образовался глубокий прорыв фронта, поэтому командования Украинского фронта приказало Рыбалко наступать в сторону Коростышева, во фланг группировки противника и объединится с частями 1-й гвардейской армии. Уже 27 декабря цели операции были успешно выполнены, так как до этого немецкие части потерпели сокрушительное поражение под Киевом и нуждались в доукомплектовании, поэтому сопротивление не велось активно, но 28 декабря 1943 года 9 мехкорпус, повернув на Житомир, обнаружив серьёзное сопротивление 1-й, 19-й танковых дивизий, дивизии «Лейбштандарт СС Адольф Гитлер» и 18-й артдивизии. Мехкорпус из района Студеницы неоднократно предпринимал атаки в направлении Житомира, но продвижения не имел. 30 декабря решено было перерезать железную дорогу и шоссе Житомир—Бердичев, силами 7-го гвардейского танкового корпуса и 6-го. После резких манёвров в сторону железнодорожного узла, немцы оставили Житомир 31 декабря 1943 года, отступая за реку Тетерев. 2 января 1944 года последней целью для 3-й танковой армии в этом наступлении стало формирование плацдарма возле города Бердичева. Форсировав 3 января реку Гнилопять и взяв село Пятка, армия большим темпом наступали в сторону Райгородка, используя трофейные немецкие танки, которые дезорганизовывали противника в бою. 14 января 1944 года на рубеже Райгородка армия остановилась и наступление завершилось. За время боёв армия потеряла 5997 человек, раненными, погибшими, пропавшими без вести и 300 танков.

### Проскуровско-Черновицкая операция
К концу февраля 1944 года войска 1-го Украинского фронта находились примерно на линии Луцк—Дубно—Шумск, генералу Ватутину приказали разработать план наступления на областной центр Проскуров. На тот момент часть армии оставалась на фронте, продолжая вести бои за город Шепетовка, а часть была на доукомплектовании в районе Полонное, Барановка, Мирополь. Вечером 20 февраля 1944 года в армии проходили испытания нового танка ИС-2, где на полигоне неплохо себя зарекомендовал. 26 февраля 1944 года после директивы Фронта 3-я гвардейская танковая армия начала выдвижение в полном составе на новые позиции. Задачей армии в первые 10 дней наступления было занятие Проскурова, вместе с другими соединениями фронта. Оборону здесь держала бригада СС «Лангемарк», части танковой дивизии СС «Дас Рейх», 68-й, 96-й, 291-й, 323-й и 340-й пехотных и 147-й охранной дивизий. Оборона проходила на рубеже реки Горынь, немцам в момент начала операция помогла плохая погода, грязь, которая образовалась во время весенней распутицы, сделав проход техники по грунтовым дорогам практически невыполнимой задачей. По плану командарма Рыбалко, после форсирования реки три корпуса армии наступали одним эшелоном по разным направлениям, 7-й гвардейский танковый корпус — на Староконстантинов, 9-й мехкорпус при выходе 6-го гвардейского танкового корпуса в район Чухели, выводился во второй эшелон армии и наступал за танковым корпусом, не допуская удара противника в стык между расходящимися частями армии. В конце февраля был ранен Ватутин и Ставка определила в лице командующего, маршала Жукова. По состоянию на 1 марта 1944 года личный состав армии насчитывал 38 036 человек и имелся штатный комплект артиллерии, но проблема с автотранспортом сохранялась.
На второй день весны 1944 года противник обнаружил плацдармы соседней 60-й армии и предпринял контратаки, с целью выбить советские войска. Немецкие подразделения не смогли выполнить поставленных задач и отступили на исходные позиции с чувствительными потерями. 4 марта 1944 года началось наступление, части 3-й танковой армии за несколько часов боёв прорвали линию обороны противника и устремились на оперативный простор, но из-за нерешительности командования 9-го мехкорпус не смог преследовать отступающего противника, поэтому немцы отошли на иные оборонительные укрепления. К исходу 5 марта силы 54-я гвардейской танковой бригады 7-го гвардейского танкового корпуса вышли на Староконстантинов, но из-за начавшиеся распутицы, артиллерия отстала от наступающих частей и не могла поддерживать огнём советские части. 6 марта немцы привели свои части в порядок и начали ряд контратак, силами танковой дивизии СС «Лейбштандарт СС Адольф Гитлер». Остановив советское наступление и отбросив войска 3 армии немцы начали укреплять позиции с надеждой удержания занятых рубежей. 8 марта 1944 года силами 9-го мехкорпуса и 6-го гвардейского танкового корпуса удалось частично развить новый удар в сторону Купеля и Елизаветполя, но на тот момент войскам 6 корпуса удалось обойти немцев в районе Чёрного острова, что посеяло панику в рядах противника. Командование двух дивизий СС решило планомерно отступить в сторону Проскурова и села Николаев, чтобы избежать полного окружения. 11 марта 1944 года все части 3 гвардейской танковой армии соединились в направлении Проскурова и начали основное наступление на город. Распутица сильно затрудняла снабжение армии, поэтому на направлении активно применялись самолёты У-2, которые доставили 427 ящиков 76,2-мм снарядов, 121 ящик патронов, 4,2 тонны бензина и около 20 тонн продовольствия.
К 15 марта 1944 года немцы смогли подтянуть резервы в виде 17-ю танковую дивизию, усилив оборонявшуюся группировку в составе танковой дивизии СС «Дас Райх», 1-й и 16-й танковых дивизий, 96-й и 291-й пехотных дивизий в районе областного центра. Из-за свежих немецких резервов было принято решение нанести удар остатками 6-го и 7-го гвардейский танковых корпусов в район Малиничи и Климковцы, но наступление развить 16 марта не удалось. 17 марта, уже немцы, силами крупных танковых соединений перешли в наступление вдоль шоссе Проскуров—Волочиск, выдавливая части 3-й армии с позиций. С помощью успешного манёвра, 18 марта противник продолжил давить направление Бокиевка—Данюки, с целью окружения ослабленных корпусов. Взаимодействуя со смежными стрелковыми частями, и получая долгожданное подкрепление, армии удалось сдержать немецкое наступление к 20 марта 1944 года. 21 марта уже советские войска перейдут в наступление и удачно форсировали реку Плоска, заставив немцев отступать, тем самым подставили под угрозу окружения немецкую группировку в Проскурове. 23 марта немецкое командование начало постепенно отводить свои войска с южного и юго-восточного направлениях. 25 марта части 9-го мехкорпуса очистили от противника Городок, в тот же день войска 1-й гвардейской армии освободили Проскуров. За всё время сражения армия понесла большие потери в танках из-за ввода в бой только прибывших танковых экипажей, которые не имели достаточного опыта введения боевых действий. Но командование фронта решило продолжить сражение и освободить Тернополь, 3-ю танковую армию перебросили, чтобы поддержать войска 4-го Кантемировского танкового корпуса в боях за город. Уже 17 апреля 1944 года город пал и армия отправилась на пополнение до июля 1944 года.

### Львовско-Сандомирская наступательная операция
На 10 марта 1944 года ещё гремели бои в районе Проскурова, а маршал Жуков представил Сталину план наступления на Львов и Карпаты. Однако из-за серьёзных потерь, понесённых в ходе прошлой операции, новое наступление, которое планировал провести Жуков в апреле, маршал Конев, как новый командующий фронтом, перенёс выполнение плана на июль 1944 года. 6 июля 1944 года он проинформировал командования армии о предстоящей наступательной операции. Общей задачей войск фронта был разгром двух группировок противника и выход на рубеж Грубешув, Томашув, Яворов. В соответствии с полученной задачей Рыбалко принял решение о вводе армии в прорыв в первый день грядущей операции. 11 июля части армии разбивались на два эшелона. В первый эшелон входили наносящий главный удар 7-й гвардейский танковый корпус и 9-й мехкорпус, а во второй эшелон поставили 6-й гвардейский танковый корпус. В резерве командующего армией оставалась 91-я отдельная танковая бригада. По состоянию на 15 июля 1944 года личный состав армии насчитывал 41 862 человек, 18 152-мм гаубиц, 37 85-мм пушек, 167 76,2-мм пушек, 31 57-мм пушек, 8 45-мм пушек, 80 37-мм зенитных пушек, 133 120-мм и 138 82-мм миномётов, 48 реактивных установок М-13, 24 реактивных установки М-8 и 484 танка. 14 июля 1944 года войска 1-го Украинского фронта перешли в наступление, к этому времени соединения 3-й гвардейской танковой армии в полной боевой готовности находились на выжидательных позициях на восточном берегу реки Серет. После нескольких часов ожидания приказа Рыбалко, войска армии, беспрепятственно переправились через реку, начали выдвижение в исходные районы для последующего ввода в прорыв. 15 июля 9-й мехкорпус совместно с частями 15-го и 28-го стрелковых корпусов атаковал противника в районе Перепельники, имея задачу наступать в направлении Оберлясув, овладеть господствующими высотами в районе Сасова и обеспечить рубеж развёртывания главных сил корпуса. Наступление объединённого соединения было остановлено контратаками противника западнее Волчковцев.
Продолжая наступление, к утру 16 июля 69-я мехбригада вышла в район Елиховице, перерезав шоссе Сасов—Золочев, а 56-я гвардейская танковая бригада заняла Зозуле, образовав тем самым «коридор» шириной 5-7 км и глубиной около 20 км. С утра 16 июля главные силы армии начали выдвижение в Колтовский коридор, достигнув к 18 часам района Елиховице, Зозули. В течение второй половины дня 17 июля и ночи на 18 июля сапёры армии строили у Куткожа переправы через реку Пельтев. В соответствии с полученными указаниями Военного Совета фронта, 19 июля командующим 7-го гвардейского танкового корпуса и 9-го мехкорпуса был передан устный приказ командующего армией о повороте на юго-запад и развитии наступления в направлении на Львов. Как следствие, корпуса заняли исходное положение для атаки лишь к исходу дня 19 июля, а наступление смогли начать лишь с утра 20 июля. Командование фронтом предвидело возможные трудности захвата Львова внезапным ударом с севера. Пока армейские части 3-й гвардейской танковой армии безуспешно пытались прорваться к Львову с севера, возле устья образовавшегося коридора, в районе Золочева, продолжались бои с частями окружённой группировки противника. К полудню 22 июля остатки окружённой группировки капитулировали, потеряв около 20 тысяч солдат и офицеров убитыми, около 13 тысяч сдалось в плен. 23 июля 1944 года 6-й гвардейский танковый корпус занял район Яворова, а к утру 24 июля 7-й гвардейский танковый корпус главными силами занял Судовую Вишню и одной бригадой Грудек Ягельонский. В тот же день, 24 июля, войска 4-й танковой армии завязали бои на южной окраине Львова. Командование 3-я гвардейской танковой армии выделяло для действий в направлении Перемышля лишь 6-й гвардейский танковый корпус. Командир корпуса попытался взять город танками, но из-за отличных укреплений этого сделать не удалось. 26 июля на западный берег реки Вяр переправились 51-я гвардейская танковая бригада 6-го гвардейского танкового корпуса, 53-я гвардейская танковая бригада частью сил отбила к западу от города шоссе Перемышль—Дынув, лишив противника возможности отводить войска на запад или перебрасывать подкрепления к Перемышлю. В тот же день пала высота между реками Сан и Вяр, которую противник превратил в опорный пункт, занятие которого позволило продолжить наступление в центр города. 27 июля 1944 года Перемышль был полностью очищен от противника.
Наступление войск 3-й гвардейской танковой армии на Львов с запада началось с утра 26 июля одновременно с двух направлений: через Грудек-Ягельонский силами 7-го гвардейского танкового корпуса и через Янув силами 52-й гвардейской танковой бригады при поддержке двух мотострелковых батальонов 9-го мехкорпуса. 27 июля 1944 года после скоротечного боя Львов был освобождён. За всю операцию армия потеряла 6109 человек и примерно 100 танков.

### Сандомирско-Силезская наступательная операция
После потери Львова и операции Багратион в Белоруссии, немцы, в срочном порядке укрепляли позиции в Польше для избегания дальнейшего продвижения советских войск. Первые наброски плана развития наступательной операции в направлении Вислы были представлены уже в июле 1944 года, однако Ставка не одобрила его, так как ещё не была разгромлена львовская группировка противника. В Пшистане, где армия проходила пополнение произошёл конфликт между Рыбалко и командирами корпусов из-за отвратительных условий проживания личного состава и был создан армейский дом отдыха. 28 июля 1944 года в Ставке окончательно утвердили план кампании в Польше во второй половине года. Армии Катукова было приказано взять плацдарм на участке Сандомир, а армии Рыбалко форсировать Вислу на участке от устья Сана до устья реки Вислока и выйти в район Жешува. 29 июля, ранним утром, войска 3-й танковой армии с помощью передовой бригады достигли реки Вислок, форсировав реку 9-й мехкорпус вышел к Жешуву, где встретил серьёзное сопротивление частей 24-й танковой дивизии Вермахта. Рыбалко решил не втягивать корпус в кровавые бои за город, а обойти его и продолжить наступление в сторону Вислы, оставив тем самым вражеский гарнизон в окружении. Корпус, вместе с 6-м и 7-м корпусами, обошёл город и к середине дня 31 июля дошёл к Висле. К моменту подхода частей 3-й армии к Баранува, 1 гвардейская танковая армия уже смогла переправить 8 танков на другой берег. Первая паромная переправа для войск 3-й гвардейской танковой армии была подготовлена к вечеру 31 июля, и в ночь с 31 июля на 1 августа на западный берег Вислы было переправлено 23 танка и САУ, 2 мотострелковых батальона 7-го гвардейского танкового корпуса. Позднее было подготовлено ещё две переправы, обеспечивших переправу танковых и мотострелковых бригад 6-го и 7-го гвардейского танковых корпусов на левый берег Вислы.
Уже 1 августа 1944 года, 9-й мехкорпус достиг Кольбушова, который немцы пытались отбить у 1-й танковой армии, силами 79-й пехотной дивизии при поддержке 24-й танковой дивизии. Оборонявшая город советская 64-я танковая бригада не могла сдержать натиска противника, и командир 9-го мехкорпуса принял решение усилить оборону по западной окраине города силами 69-й мехбригады. Получив сведения об активизации противника в районе Кольбушова, и об сосредоточении в районе Мелецем до двух дивизий противника, командующий армией отдал приказ повернуть 9-й мехкорпус в направлении Мелец. С утра 2 августа мехкорпус перешёл в наступление на западном направлении. Продвигаясь из района Мелец в северном и северо-восточном направлениях, противник в ночь со 2 на 3 августа вышел в район Ясляны, чем создал непосредственную угрозу переправам в районе Баранува. Поэтому командование фронта решило привлечь силы из резервов в виде 5-й и 13-й армий, для отбития немецкого наступления. Пока собранная советская группировка обороняла переправы, армия Рыбалко продолжила наступление уже в направлении Кракова. Утром 5 августа 7-й гвардейский танковый корпус сумел неожиданным ударом перерезать шоссе Островец—Сандомир, вызвав при этом неорганизованное отступление противника, но вскоре немцы контратаковали и отбили Бодзехув. Для обхода Опатува, который находился неподалёку, Рыбалко решил кинуть танковый корпус в направлении Стодолы, и через Садове нанести удар для соединения с 11-м танковым корпусом 1-й гвардейской танковой армии. 8 августа 1944 года 9 мехкорпус окончательно соединился с другими частями в районе Стодолы.
Однако, начать наступление не удалось в намеченный срок, противник силами 3-й танковой дивизии из Румынии и 16-й танковой дивизии из-под Санок начал своё наступление, чтобы отбить ранее утраченные позиции в районе Сташув, Баранув. 6-й гвардейский танковый корпус вынужден был производить перегруппировку сходу, поддерживая войска 5-й и 13-й армий. К исходу дня противник занял Ракув и Шидлув и смог вклиниться в оборону 3-й танковой армии. Но из-за понесённых потерь, немецкие части не смогли развить успех и 13 августа оставили захваченные ранее территории. 17 августа 1944 года 7-му гвардейскому танковому корпусу со смежными частями удалось взять Стодолы и правее наступавшие подразделения 1-й гвардейской танковой армии заняли Якубовце, Собутку, тем самым окружив группировку противника. За всю операцию армия потеряла 381 танк и САУ и 30 августа переведена в резерв Ставки.

### Висло-Одерская наступательная операция
После выхода войск 3-й гвардейской танковой армии к Висле, захвата плацдармов на западном берегу реки и отражения немецких контрударов, линия фронта от Балтики до Карпат стабилизировалась на четыре месяца. В ходе небольшой передышки войска армии пополнялись личным составом и боевой техникой. Немецкие войска направляли основные усилия на постройку новых и развитие уже существующих оборонительных рубежей. В ходе четырёхмесячной оперативной паузы в полосе действий 1-го Украинского фронта были подготовлены пять полевых оборонительных рубежей общей глубиной до 150—200 км. Первый рубеж обороны занимали войска немецкой 4-й танковой армии в составе 68-й, 72-й, 88-й, 168-й, 291-й, 304-й и 342-й пехотных дивизий и 20-й моторизованной дивизии. Позади главной оборонительной полосы располагались 16-я и 17-я танковые дивизии в виде резервных частей. Планом операции предусматривался выход главных сил 3-й гвардейской танковой армии к реке Нида к исходу первого дня операции. После прорыва укреплённых линий, следовало выходить на рубеж Каменьск, Радомско, Плавно, Кодромб на город Ченстохова. 24 декабря 1944 года армия была приведена в боевое положение. Боевой порядок армии строился в два эшелона. В первый эшелон входили 6-й гвардейский танковый корпус на правом фланге и 9-й мехкорпус на левом фланге, начинавший операцию во втором эшелоне 7-й гвардейский танковый корпус наступал за 9-м мехкорпусом. К началу операции армия имела 55 674 человек личного состава, 640 танков Т-34/85, 63 тяжёлых САУ, 63 средних САУ, 63 лёгких САУ, 49 лёгких САУ. Проблемы с автотранспортом не были решены до сих пор и армия вводилась с некомплектом.
12 января 1945 года после часовой предварительной артподготовки передовые батальоны стрелковых дивизий 52-й армии перешли в наступление. Непосредственно в полосе действий армии оборонялась 68-я немецкая пехотная дивизия, занимавшая фронт протяжённостью 22 км. К утру немцы отступили к тыловым рубежам, когда основные части 52-й армии только начали выдвигаться на рубежи наступления. Части 3-й армии наступали во втором эшелоне. К исходу дня 12 января наступавший во втором эшелоне армии 7-й гвардейский танковый корпус ещё не достиг бывшего переднего края обороны противника, а армейские части вообще не выдвигались из своих выжидательных районов. На следующий день 51-я гвардейская танковая бригада вышла к реку Нида в районе Собкув, переправила по льду батальон автоматчиков и захватила на западном берегу реки плацдарм. Для переправы, вскоре, был построен мост длиной 105 м, шириной 4,5 метра, грузоподъёмностью 60 тонн. К исходу 13 января главные силы 6-го гвардейского танкового корпуса начали выходить к реке Нида. Танки главных сил корпуса, не дожидаясь готовности моста у Собкува, переправлялись вброд там же, где переправлялся передовой отряд. К 16 часам 14 января главные силы 6-го гвардейского танкового корпуса переправились на западный берег реки Нида, потеряв застрявшими на переправе 13 танков. В течение дня 14 января наведённые через Ниду переправы подвергались налётам авиации противника, однако благодаря развёртыванию зенитных частей налёты были отражены без ущерба для переправ. Передовой отряд 6-го гвардейского танкового корпуса к исходу дня 14 января занял Влошову, где захватив крупные трофеи, главные силы корпуса достигли Венглешина. 15 января 53-я гвардейская танковая бригада форсировала реку Пилица и продолжили наступление на Околовице. В ночь с 15 на 16 января усиленные 51-я и 52-я гвардейские танковые бригады 6-го гвардейского танкового корпуса двинулись в направлении Пшедбужа и к утру следующего дня освободили город.
Командир 7-го гвардейского танкового корпуса 16 января 1945 года направил на захват Ченстохова 54-ю гвардейскую танковую бригаду, усиленную одним батальоном 23-й гвардейской мотострелковой бригады, одним дивизионом корпусного артполка, полком СУ-85 и сапёрной ротой. Командир бригады принял решение охватить город с севера и юга и овладеть Ченстоховой атакой с трёх сторон. К утру 17 января советские войска сходу взяли город с небольшими потерями. В тот же день пал город Радомско и Рыбалко решил занять ещё Пиотркув, так как стало известно о малых силах противника. На следующий день город был взят и 52-я гвардейская танковая бригада была награждена орденом Ленина. Первоначальные планы наступления для армии были выполнены, потеряв всего 30 танков. Командование Ставки приняло решение продолжить наступление к границе Германии.
Наступление началось утром 19 января 1945 года, силами 6-го гвардейского корпуса, который вскоре овладел Верушувом, форсировав приграничную реку Просна, заняв при этом Нальгемсбрюкк на немецкой территории. Передовой отряд 7-го гвардейского танкового корпуса занял тем времён городок Питшен. 20 января фронт на короткое время стабилизировался из-за сопротивления и ошибок командования частей 3-й танковой армии. С утра 21 января части армии перешли в наступление в общем направлении на Оппельн. К исходу 22 января танковые корпуса вышли к реке Малапане, где были вынуждены остановиться ввиду уничтожения противником переправ. 9-й мехкорпус к полудню 22 января занял Намслау, а 23 января войска 3-й гвардейской танковой армии вышли к Одеру на участке протяжённостью в 30 км, создали плацдарм на левом берегу и очистили путь войскам 5-й гвардейской танковой армии. За шесть суток соединения 3-й гвардейской танковой армии прошли с боями от Радомско до Оппельна около 250 км. Потери вооружения и боевой техники армии за период 18-23 января составили 56 танков, 5 САУ, 3 орудия и 98 автомашин. По состоянию на 23 января танковый парк армии состоял из 403 исправных танков. Войска 7-го гвардейского танкового и 9-го мехкорпуса, выступившие с утра 24 января форсированным маршем в юго-западном направлении, не встречали организованного сопротивления противника приблизительно до рубежа реки Клодница, однако при выходе на указанный рубеж войска армии были остановлены упорно сопротивлявшимся противником. Лишь 25 января немецкие позиции удалось подавить и продолжить наступление, а 26 января немцы во избежание окружения начали отходить от Рыбника. 27 января войскам 3-й гвардейской танковой армии продолжали сопротивляться части противника в виде представленных: 8-й и 20-й танковых, 1-й лыжно-егерской, 97-й горнострелковой дивизий, 42-го саперно-мостового, 97-го сапёрного, 593-го охранного и различных сводных батальонов. Все они обороняли Силезский промышленный район, где потери 3-й армии оказались значительными, потеряв примерно 69 танков и 19 орудий.
Из-за незначительных потерь ввиду крупных успехов на фронте, наступление в командовании фронта решили продолжить. Согласно плану операции, 3-я гвардейская танковая армия вводилась в бой с плацдарма в районе Штейнау к северо-западу от Бреслау. 8 февраля 1944 года войска 52-й и 3-й гвардейской танковой армий перешли в наступление. Противник оказывал наступающим советским войскам ожесточённое сопротивление. В течение следующих дней вся тактика заключалась в пробивании хорошей обороны штурмами силами частей двух армий. 12 февраля удалось окончательно форсировать реку Бобер и добраться до реки Квейс. Стремительно развивая наступление в юго-восточном направлении, войска 7-го гвардейского танкового и 9-го мехкорпусов к исходу дня 12 февраля заняли Яуер и 13 февраля вышли в район Штригау. Уже 15 февраля удалось замкнуть противника в окружении рядом с городом Бреслау. 17 февраля основные силы 7-го гвардейского танкового корпуса вышли к реке Квейс в районе Лаубан, где столкнулись с сильным сопротивлением подошедших 17-й танковой и 6-й народно-гренадерской дивизий противника. Завязались уличные бои в городе, в которых обороняющиеся эффективно использовали против танков панцерфаусты. Переправить технику танковых бригад через Квейс удалось лишь на участке 6-го гвардейского танкового корпуса. Перед фронтом армии были отмечены вновь подошедшие части 408-й пехотной и 10-й зенитной дивизий противника, в район между Лёвенбергом и Лаубаном перебрасывалась 8-я танковая дивизия.
Возникла опасность прорыва противника в междуречье Квейс и Бобёр, рассекающего войска 3-й гвардейской танковой армии и выводящего немецкую группировку на тылы успешно наступавших в северо-западном направлении 3-й гвардейской, 13-й и 4-й танковой армий. На протяжении последующих дней 6-й гвардейский танковый корпус продолжал вести наступательные бои в направлении Гёрлиц, выйдя 21 февраля к реке Нейсе в районе Пенцих, но на следующий день застопорив ход. 2 марта 1945 года 39-й танковый корпус Карла Декера смог окружить советскую группировку с северо-запада, а с юго-востока кольцо замкнули войска 57-го танкового корпуса. Большая часть соединений 3-й танковой армии оказывалась в котле. Для спасения окружённой советской группировки из личного резерва Рыбалко был отправлен 57-й гвардейский танковый полк, и окружение быстро было прорвано. В плен попало всего 176 человек и были захвачены 48 САУ. С 6 по 12 марта части советской 52-й армии и остатки 3-й танковой армии смогли отбиться от противника, но плацдармы на реке Нейсе были на время оставлены. После боёв, 13 марта 1945 года соединения 3-й гвардейской танковой армии были выведены во второй эшелон фронта в район южнее Бунцлау, для пополнения личным составом и техникой. В ходе боёв, было отмечено слабую координацию мелких подразделений в городской застройке, также взаимодействие с танками отсутствовало, офицеры ротного и батальонного уровня не контролировали обстановку во время боя.

### Берлинское сражение
После ожесточённых боёв линия фронта на участке, занимаемой войсками 1-го Украинского фронта, стабилизировалась по реке Нейсе. Кровопролитные бои на немецкой территории в районе озера Балатон и ожесточённое сопротивление окружённой в Бреслау немецкой группировки отчётливо продемонстрировали, что Вермахт отнюдь не утратил боеспособности. После подготовки и доукомплектования техникой, и личным составом, 3 апреля 1945 года Ставка Верховного главнокомандования направила командующему войсками 1-го Украинского фронта директиву о наступлении к городу Берлин с последующим его занятием. В соответствии с полученной директивой был разработан план наступательной операции, предусматривающий прорыв обороны противника в районе Форст силами 3-й гвардейской и 13-й армий. Танковая армия фронта, согласно первоначальному плану, вводилась в прорыв на третий день операции после форсирования стрелковыми соединениями реки Шпрее. 3-й гвардейской танковой армии, вводившейся в прорыв на стыке 3-й гвардейской и 13-й армий, предстояло развивать наступление в направлении Калау, Луккау, Лукенвальде и к исходу третьего дня операции выйти в район Калау. Однако 14 апреля командующий фронтом, во изменение первоначального плана, отдал указание о вводе 3-й гвардейской танковой армии в бой с первого дня операции. Армия была комплектована 90 % штатом личного состава, но имелся недостаток танков и дополнительных автомобильных средств.
Избранный для прорыва обороны противника участок фронта между Форстом и Мускау шириной около 30 км оборонялся, по данным разведки, 342-й пехотной и 545-й народной пехотной дивизиями, поддерживаемыми 542-м и 1413-м крепостными пулемётными, 233-м сапёрным, 440-м запасным, 442-м отдельным танковым батальонами, 41-м батальоном фольксштурма и 79-м зенитным дивизионом. 15 апреля передовые батальоны стрелковых корпусов первого эшелона под прикрытием сильной артиллерийской поддержки предприняли попытку форсировать реку Нейсе и захватить плацдармы на её западном берегу, однако в течение дня контратаками противника были выбиты с занятых плацдармов. На протяжении второго дня, частям армии удалось прорвать позиции немцев на реке и форсировать её и 17 апреля войскам 3-й танковой армии удалось дойти до реки Шпрее. Уже на следующий день 6-й гвардейский танковый корпус смог прорваться за реку и выйти на оперативный простор, а 19 апреля 1945 года 6-й гвардейский танковый корпус занял Фетшау и перерезал автостраду Бреслау—Берлин, а 7-й гвардейский танковый корпус, избегая затяжных столкновений, обошёл с севера Калау. В ходе наступления войска армии разгромили тылы 21-й немецкой пехотной дивизии. 20 апреля части 6-го гвардейского танкового корпуса очистили от противника Любенау, к 10 часам утра 7-й гвардейский танковый корпус во взаимодействии с войсками 4-й гвардейской танковой армии занял Луккау, а к 13 часам 30 минутам передовая бригада 6-го гвардейского танкового корпуса овладела Барутом, и захватив на железнодорожных платформах 9 исправных танков. К исходу дня 7-й гвардейский танковый корпус занял Куммерсдорф, а 6-й гвардейский танковый корпус вышел в район Цоссен.
Потери 3-й гвардейской танковой армии составили 164 убитыми, 621 ранеными, 9 пропавшими без вести, 58 заболело, 5 по иным причинам, итого 839 человек. В ночь с 21 на 22 апреля войска 9-го мехкорпуса форсировали канал Нотте на подручных средствах. Продолжая наступление, соединения 3-й гвардейской танковой армии к исходу дня 22 апреля выбили противника из пригородов Берлина Ланквиц и Тельтов и вышли к каналу Тельтов, являвшемуся передним краем среднего обвода обороны Берлина. 23 апреля, после ожесточённых боёв канал был взят и 6-й гвардейский танковый корпус к исходу дня 24 апреля достиг железной дороги Берлин—Потсдам. 25 апреля 1945 года части армии возобновили наступление в северном направлении, в ожесточённых уличных боях медленно продвигаясь к северу, и, взяв районы Целендорф, Лихтерфельде, Николасзее, Далем, вышли к району Штеглиц и охватили его с запада и юго-востока. К исходу 27 апреля 9-й мехкорпус в районе Шенеберг преодолел кольцевую железную дорогу, опоясывающую центральные районы Берлина, и тем самым взломал внутренний обвод Берлинского оборонительного рубежа. 1 мая начальник оперативного отдела штаба 3-й гвардейской танковой армии гвардии полковник Ерёменко в качестве представителя 1-го Украинского фронта выехал на командный пункт 8-й ударной армии для участия в переговорах о капитуляции Берлина. 2 мая 1945 года Берлин пал. Потери войск армии за период с 21 апреля по 2 мая 1945 года составили 1387 человек убитыми, 4954 человек ранеными.
Однако под Прагой действовала ещё группа Шёрнера, которую следовало разгромить. В ночь с 3 на 4 мая Военный Совет 1-го Украинского фронта направил войскам фронта директиву о выдвижении армии на Прагу. 5 мая командующий армией уведомил командиров корпусов и бригад о предстоящей операции и объявил своё решение: боевой порядок армии построить в два эшелона, в первый эшелон выделить 6-й и 7-й гвардейские танковые корпуса, во второй — 9-й мехкорпус. 6 мая после артиллерийской подготовки передовые части 3-й гвардейской армии атаковали немцев и к исходу следующего дня достигли автострады Дрезден—Лейпциг. 8 мая 1945 года армия начала огибать противника, чтобы ворваться на северо-восточную часть Праги. 9 мая 1945 года передовой отряд 3-й гвардейской танковой армии вступил на улицы Праги, встречая лишь незначительное сопротивление мелких разрозненных групп противника. Армия потеряла 195 человек убитыми, 782 человек ранеными.

## Послевоенный период
После окончания Великой Отечественной войны 3-я гвардейская танковая армия была включена в Центральную группу войск, директивой Ставки Верховного Главнокомандования № 11096 от 29 мая 1945 года. Армии, в составе 6-го, 7-го гвардейских танковых и 9-го механизированного корпусов, определялось место дислокации город Пардубице.
В соответствии с приказом НКО СССР от 10.6.1945 № 0013 в бронетанковых и механизированных войсках во второй половине 1945 г. осуществлялось переформирование танковых корпусов в танковые дивизии, механизированных корпусов — в механизированные дивизии, а танковых армий в механизированные армии.
- 6-й гвардейский танковый корпус был переформирован в 6-ю гвардейскую танковую дивизию;
- 7-й гвардейский танковый корпус был переформирован в 7-ю гвардейскую танковую дивизию;
- 9-й механизированный корпус переформирован в 9-ю механизированную дивизию.

Весной 1946 года 3-я гвардейская танковая армия была преобразована в 3-ю гвардейскую механизированную армию. В ноябре того же года в связи с сокращением личного состава Вооружённых сил СССР на основании директивы Начальника Генерального штаба ВС СССР от 6 ноября 1946 года, 3-я гвардейская механизированная армия была свёрнута в 3-ю отдельную гвардейскую кадровую танковую дивизию, а входящие в неё дивизии в кадровые полки. Весной 1947 года 3-я отдельная гвардейская кадровая танковая дивизия была передана в состав Группы советских оккупационных войск в Германии.

## В составе
Армия участвовала в 11 операциях Великой Отечественной войны:
| Дата          | Фронт                            | Операция |
| ------------- | -------------------------------- | --- |
| на 01.07.1943 | Брянский фронт Центральный фронт | Орловская стратегическая наступательная операция |
| на 01.09.1943 | Воронежский фронт                | Киевская наступательная операция |
| на 01.11.1943 | 1-й Украинский фронт             | Житомирско-Бердичевская операция Проскуровско-Черновицкая операция Львовско-Сандомирская операция Сандомирско-Силезская операция - Освобождение Ченстоховы Нижнесилезская операция - Осада Бреслау - Битва за Лаубан Берлинская наступательная операция Пражская наступательная операция |

## Состав

### Части и соединения
В ходе Орловской наступательной операции в состав армии входили:
- 12-й танковый корпус генерал-майора танковых войск Зиньковича М. И.,
- 15-й танковый корпус подполковника танковых войск Лозовского А. Б.,
- 2-й механизированный корпус генерал-лейтенанта танковых войск Корчагина И. П.,
- 91-я отдельная танковая бригада полковника Якубовского И. И.[25][26]

Приказом НКО СССР № 0404с от 26 июля 1943 г.
- 12-й танковый корпус преобразован в 6-й гвардейский танковый корпус,
- 15-й танковый корпус — в 7-й гвардейский танковый корпус,
- 2-й механизированный корпус — в 7-й гвардейский механизированный корпус[1].

6 сентября 1943 года Директивой ставки ВГК вместо 7-го гвардейского механизированного корпуса в состав 3-й гвардейской танковой армии был передан 9-й механизированный корпус. В 1944 году 91-я отдельная танковая бригада была включена в состав 9-го мехкорпуса.
В дальнейшем в ходе войны состав частей 3-й гвардейской танковой армии существенных изменений не претерпел.
| - 6-й гвардейский танковый корпус: - 51-я танковая бригада - 3 танковых батальона - 1 мотострелковый батальон - 1 противотанковая батарея (6 76,2-мм орудий) - Зенитная рота (9 зенитных ДШК) - Миномётная рота (8 82-мм миномётов) - 52-я танковая бригада: та же, что и 51-я танковая бригада - 53-я танковая бригада: та же, что и 51-я танковая бригада - 22-я мотострелковая бригада - 3 мотострелковых батальона - Зенитная рота (9 зенитных ДШК) - Артиллерийский дивизион (12 76,2-мм орудий) - Миномётный батальон (6 120-мм и 12 82-мм орудий) - 385-й самоходно-артиллерийский полк (21 СУ-122) - 1893-й самоходно-артиллерийский полк (21 СУ-85) - 1894-й самоходно-артиллерийский полк (21 СУ-76) - 1645-й лёгкий артиллерийский полк (24 76,2-мм орудия) - 286-й зенитно-артиллерийский полк (16 37-мм и 16 зенитных пушек) - 272-й миномётный полк (36 120-мм миномётов) - 439-й гвардейский миномётный батальон (8 реактивных установок М-13) - Артиллерийский дивизион - Артиллерийская батарея (4 76,2-мм орудия) - Миномётная рота (6 82-мм миномётов) | - 7-й гвардейский танковый корпус: - 54-я танковая бригада - 3 танковых батальона - 1 мотострелковый батальон - 1 противотанковая батарея (6 76,2-мм орудий) - Зенитная рота (9 зенитных пушек) - Миномётная рота (8 82-мм миномётов) - 55-я танковая бригада: та же, что и 54-я танковая бригада - 56-я танковая бригада: та же, что и 54-я танковая бригада - 23-я мотострелковая бригада - 3 мотострелковых батальона - Зенитная рота (9 зенитных ДШК) - Артиллерийский дивизион (12 76,2-мм орудий) - Миномётный батальон (6 120-мм и 12 82-мм орудий) - 384-й самоходно-артиллерийский полк (21 СУ-122) - 702-й самоходно-артиллерийский полк (21 СУ-76) - 1419-й самоходно-артиллерийский полк (21 СУ-85) - 408-й артиллерийский дивизион (24 76,2-мм орудия) - 287-й зенитный полк (16 37-мм и 16 ДШК) - 440-й гвардейский миномётный батальон (8 ракетных установок M13) - Артиллерийский дивизион - Артиллерийская батарея (4 76,2-мм орудия) - Миномётная рота (6 82-мм миномётов) |

| - 9-й механизированный корпус - 69-я механизированная бригада - 3 мотострелковых батальона - Зенитная рота (9 зенитных ДШК) - Артиллерийский дивизион (12 76,2-мм орудий) - Миномётный батальон (6 120-мм и 12 82-мм миномётов) - 53-й танковый полк - 70-я механизированная бригада: такая же, как 69-я - 59-й танковый полк - 71-я механизированная бригада: то же, что и 69-я - 74-й танковый полк - 91-я танковая бригада - 3 танковых батальона - 1 мотострелковый батальон - 1 противотанковая батарея (6 76,2-мм орудий) - Зенитная рота (9 зенитных ДШК) - Миномётная рота (8 82-мм миномётов) - 229-й танковый полк - 383-й самоходно-артиллерийский полк (21 СУ-122) - 1894-й самоходно-артиллерийский полк (221 СУ-85) - 1507-й самоходно-артиллерийский полк (221 СУ-76) - 1419-й или 1719-й зенитный артиллерийский полк (16 37-мм и 16 ДШК) - 441-й гвардейский миномётный батальон (8 ракетных установок M13) - 616-й миномётный батальон (36 120-мм миномётов) | - Армейские войска: - 199-я артиллерийская бригада - 202-й артиллерийский дивизион (24 76,2-мм орудия) - 229-й артиллерийский дивизион (24 76,2-мм орудия) - 368-й артиллерийский дивизион (20 100-мм орудий) - 3/145-я пушечная артиллерийская бригада (12 76,2-мм орудий) - 1/194-я пушечная артиллерийская бригада (12 76,2-мм орудий) - 1394-й зенитный дивизион (16 37-мм и 16 ДШК) - 91-й гвардейский ракетный дивизион (24 ракетные установки M13) - 57-й танковый батальон - 90-й (?) танковый батальон - 50-й мотоциклетный полк - 2 миномётные роты (6 82-мм миномётов) - Артиллерийский дивизион (4 76,2-мм и 8 57-мм орудий) - 19-я инженерная бригада - 16-я истребительно-противотанковая артиллерийская бригада (60 орудий СУ-57) - Общее вооружение: - 80 37-мм зенитных орудий - 98 57-мм ПТ пушек - 222 82-мм миномёта - 138 120-мм миномётов - 48 ракетных установок M13 - 220 76,2-мм орудий - 20 100-мм орудий - 60 СУ-57 - 63 СУ-76 - 63 СУ-85 - 63 СУ-122 - 701 танк |

На 1.05.1945 года в состав армии входили:
Бронетанковые и механизированные войска
- 6-й гвардейский танковый Киевско-Берлинский ордена Ленина, Краснознамённый, орденов Суворова и Богдана Хмельницкого корпус
- 7-й гвардейский танковый Киевско-Берлинский ордена Ленина дважды Краснознамённый ордена Суворова корпус
- 9-й механизированный Киевско-Житомирский Краснознамённый орденов Суворова и Кутузова корпус
- 16-я самоходная артиллерийская Перемышльско-Берлинская Краснознамённая ордена Суворова бригада
- 57-й гвардейский тяжелый танковый Полтавский Краснознаменный орденов Суворова Кутузова и Богдана Хмельницкого полк
- 90-й инженерный танковый полк
- 50-й мотоциклетный Киевско-Берлинский ордена Богдана Хмельницкого полк
- 39-й отдельный автобронетанковый Киевский Краснознамённый ордена Александра Невского батальон

Войска связи
- 138-й отдельный Львовский[29] ордена Красной Звезды[30] полк связи[31]

Заградительная служба
- 92-й пограничный полк ПВ НКВД и 6-й стрелковый полк внутренних войск НКВД[32]

## Материальная часть
Численность танков и самоходных артиллерийских орудий по типам:
|             | 18.07.1943 | 06.09.1943 | 10.11.1943 | 29.02.1944 | 14.07.1944 | 01.1945 | 16.04.1945 |
| Т-34        | 461        | 450        | 420        | 308        | 323        | 22      | 13         |
| Т-34/85     |            |            |            |            |            | 604     | 417        |
| Т-70        | 220        | 7          | 63         | 8          | 3          |         |            |
| ИС-122      |            |            |            |            | 42         | 21      | 23         |
| МК          |            | 131        | 78         | 7          |            |         |            |
| М4-А2       |            | 15         | 9          |            |            |         |            |
| Итого танки | 681        | 603        | 570        | 323        | 368        | 647     | 453        |
| СУ-57-И     |            |            |            |            | 60         | 49      | 39         |
| СУ-76       |            | 42         | 20         | 45         | 82         | 63      | 46         |
| СУ-85       |            |            | 48         | 18         | 37         | 63      | 29         |
| СУ-100      |            |            |            |            |            |         | 42         |
| СУ-122      | 32         | 16         | 14         |            |            |         |            |
| ИСУ-122     |            |            |            |            |            | 63      | 59         |
| СУ-152      |            | 24         | 16         | 3          |            |         |            |
| Итого САУ   | 32         | 82         | 98         | 66         | 179        | 238     | 215        |
| Всего       | 713        | 685        | 668        | 389        | 547        | 885     | 668        |

## Командование

### Командующие армией
- 14.05.1943 — апрель 1947 —  гвардии генерал-лейтенант, с 30.12.1943 гвардии генерал-полковник танковых войск, с 1.06.1945 маршал бронетанковых войск Рыбалко, Павел Семёнович[33].
- 17.02.1947 — май 1950 —  гвардии генерал-лейтенант танковых войск Митрофанов, Василий Андреевич
- ??.05.1950 — 30.09.1953 —  гвардии генерал-лейтенант танковых войск Бутков, Василий Васильевич
- 01.10.1953 — 15.04.1958 —  гвардии генерал-лейтенант танковых войск, с 8.08.1955 гвардии генерал-полковник танковых войск Обухов, Виктор Тимофеевич
- 16.04.1958 — 21.01.1960 —  гвардии генерал-майор танковых войск, с 8.08.1955 гвардии генерал-лейтенант танковых войск Соколов, Сергей Леонидович[34]
- 22.01.1960 — 28.08.1964 — гвардии генерал-майор танковых войск, с 7.05.1960 гвардии генерал-лейтенант танковых войск Анищик, Георгий Степанович[24]

### Члены Военного совета
- 00.05.1943 — 00.05.1945 —  Мельников, Семён Иванович, гвардии генерал-майор танковых войск, с 29.05.1944 — гвардии генерал-лейтенант танковых войск[33]

### Начальники штаба армии
- 14.05.1943 — 29.03.1944 —  Митрофанов, Василий Андреевич, гвардии полковник, с 07.06.1943 гвардии генерал-майор танковых войск;[26]
- 29.03.1944 — 31.07.1945 — Бахметьев, Дмитрий Дмитриевич, гвардии генерал-майор танковых войск, с 27.06.1945 генерал-лейтенант танковых войск

### Заместители командующего
- 19.07.1943 — 03.08.1943 — Сулейков, Кирилл Филиппович, гвардии генерал-майор танковых войск
- 05.10.1943 — 29.04.1944 — Сухов, Иван Прокофьевич, гвардии генерал-майор танковых войск (по декабрь 1943 — исполняющий должность)
- на 05.1945 — Соловьёв Юрий Николаевич, гвардии генерал-майор инженерно-танковой службы

## Отличившиеся воины
Неполный список Героев Советского Союза, которые проходили службу в частях 3-й гвардейской танковой армии:
| №  | Фото | Фамилия Имя Отчество годы жизни                       | Должность                                             | Звание                                 | Дата Указа            | Обстоятельства подвига |
| -- | ---- | ----------------------------------------------------- | ----------------------------------------------------- | -------------------------------------- | --------------------- | --- |
| 1  |      | Мельников Семён Иванович (4.4.1902 — 14.7.1984)       | член Военного совета армии                            | гвардии генерал-майор танковых войск   | 17.11.1943            | За успешное форсирование реки Днепр, прочное закрепление плацдарма на западном берегу реки и проявленную при этом отвагу.                           |
| 2  |      | Онучин Михаил Васильевич (16.9.1903 — 5.11.1943)      | заместитель командующего армией по инженерным войскам | гвардии полковник                      | 17.11.1943            | За образцовое выполнение боевых заданий командования на фронте борьбы с немецкими захватчиками и проявленные при этом отвагу и геройство.           |
| 3  |      | Харчевин Фёдор Павлович (19.2.1901 — 28.5.1969)       | начальник инженерных войск армии                      | гвардии генерал-майор инженерных войск | 17.11.1943            | За умелое командование инженерными войсками танковой армии, мужество и героизм, проявленные в борьбе с немецко-фашистскими захватчиками             |
| 4  |      | Корнев Александр Александрович (7.4.1921 — 29.2.1945) | командир мотоциклетного отделения                     | сержант                                | 10.4.1945 (посмертно) | За образцовое выполнение боевых заданий командования на фронте борьбы с немецкими захватчиками и проявленные при этом отвагу и геройство.           |
| 5  |      | Масычев Иван Анисимович (3.2.1923 — 23.8.2000)        | командир мотоциклетного батальона                     | капитан                                | 10.4.1945             | За отвагу и героизм, проявленные при форсировании реки Одер.                                                                                        |
| 6  |      | Петушков Адам Захарович (22.4.1918 — 25.7.1976)       | командир танкового взвода                             | старший лейтенант                      | 10.1.1944             | За мужество и героизм, проявленные при освобождении Киева.                                                                                          |
| 7  |      | Боборыкин Иван Павлович (20.10.1923 — 27.10.1991)     | механик-водитель танка                                | сержант                                | 10.1.1944             | За образцовое выполнение боевых заданий командования на фронте борьбы с немецко-фашистскими захватчиками и проявленные при этом отвагу и геройство. |
| 8  |      | Боженко Александр Гаврилович (15.9.1915 — 28.3.1972)  | механик-водитель танка                                | старшина                               | 10.1.1944             | За образцовое выполнение боевых заданий командования на фронте борьбы с немецко-фашистскими захватчиками и проявленные при этом отвагу и геройство. |
| 9  |      | Конев Пётр Алексеевич (5.10.1913 — 31.3.1991)         | механик-водитель танка                                | старшина                               | 10.1.1944             | За образцовое выполнение боевых заданий командования на фронте борьбы с немецко-фашистскими захватчиками и проявленные при этом отвагу и геройство. |
| 10 |      | Луста Пётр Васильевич (23.4.1913 — 21.4.1945)         | командир 344 танкового батальона                      | капитан                                | 10.1.1944             | За образцовое выполнение боевых заданий командования на фронте борьбы с немецко-фашистскими захватчиками и проявленные при этом отвагу и геройство. |
| 11 |      | Мустафаев Хыдыр Гасан оглы (27.3.1905 — 21.5.1975)    | командир мотострелкового батальона                    | майор                                  | 10.1.1944             | За образцовое выполнение боевых заданий командования на фронте борьбы с немецко-фашистскими захватчиками и проявленные при этом отвагу и геройство. |
| 12 |      | Старостин Дмитрий Яковлевич (16.9.1923 — 27.6.2007)   | командир взвода танкового батальона                   | лейтенант                              | 10.1.1944             | За образцовое выполнение боевых заданий командования на фронте борьбы с немецко-фашистскими захватчиками и проявленные при этом отвагу и геройство. |
| 13 |      | Попов Пётр Георгиевич (17.10.1914 — 25.4.2000)        | командир бригады                                      | полковник                              | 31.5.1945             | За отличное руководство бригадой проявленные при этом мужество и геройство.                                                                         |
| 14 |      | Щербаков Александр Фёдорович (23.10.1923 — 2.11.2002) | начальник разведки дивизиона                          | гвардии старший лейтенант              | 24.12.1943            | За мужество, отвагу и героизм, проявленные в борьбе с немецко-фашистскими захватчиками.                                                             |
| 15 |      | Тумакшин Михаил Тимофеевич (19.11.1918 — 5.10.1943)   | старший лейтенант                                     | командир роты                          | 3.6.1944 (посмертно)  | За образцовое выполнение боевых заданий командования на фронте во время форсирования Днепра и проявленные при этом мужество и героизм.              |
| 16 |      | Новопашин Роман Иванович (23.12.1912 — 31.12.1987)    | рядовой                                               | линейный надсмотрщик                   | 17.11.1943            | За успешное форсирование Днепра, прочное закрепление на западном берегу и проявленные при этом мужество и героизм.                                  |

## Награды и наименования
| Награда (наименование)        | Дата награждения                                                                             | За что получена                                |
| ----------------------------- | -------------------------------------------------------------------------------------------- | ---------------------------------------------- |
| Почётное звание «Гвардейская» | присвоено приказом Приказом Ставки Верховного Главнокомандования № 46174 от 14 мая 1943 года | За отважные и умелые действия личного состава. |

## Пресса
- С 1941 года и до самого конца войны, издавалась армейская газета «За славу Родины», которая печатала фронтовые сводки. Основным военным корреспондентом был Леонид Юхвид.

## Память
- Памятник воинам 3-й гвардейской танковой армии в Москве на улице Яблочкова[35], там же музей.
- Танк-памятник Т-34/85 на проспекте Победы у дома 52/2 в Киеве.
- Памятник танкистам в Россоши. Посвящён бойцам 106-й танковой бригады, которые первыми ворвались в Россошь. На высоком постаменте установлен тяжёлый танк ИС-3.
- Фильм «На войне как на войне» посвящён «павшим и живым воинам 3-й гвардейской танковой армии маршала Рыбалко»
- В 1968 чешские кинематографисты сняли фильм Марафон, в котором отображена роль армии в освобождении Праги[36].
- 1970 — киноэпопея «Освобождение» — роль маршала Рыбалко исполнил Дмитрий Франько[37].
- 1972 — чехословацкий фильм «Освобождение Праги» в котором описывается освобождение города от немцев[38].